# Robin Raymond
Robin Raymond (nacida como Rayemon Robin, 4 de octubre de 1916–20 de junio de 1994) fue una actriz de cine estadounidense. 

## Primeros años
Raymond se licenció en la Universidad del Noroeste y trabajó como agente de prensa en Chicago.

## Carrera
Raymond apareció en más de 40 películas, entre ellas Johnny Eager (1942) y como esclava en Arabian Nights (1942). Uno de sus papeles más memorables fue el de la bondadosa bailarina de burlesque Tanya Zakoyla en la película de cine negro The Glass Wall (1953).  Apareció en el episodio 32 (Alpine, Texas) de Trackdown. A veces se la conoce como Robyn Raymond.
En Broadway, Raymond interpretó a Blossom Le Verne en See My Lawyer (1939).

## Vida personal
Raymond se casó con el propietario de un club nocturno Norman E. Heeb en Las Vegas, Nevada, el 15 de junio de 1941. Se divorciaron el 28 de noviembre de 1941. El 26 de enero de 1947 se casó con el multimillonario Harry A. Epstein en Yuma, Arizona. Se divorciaron el 16 de febrero de 1955.

## Filmografía parcial

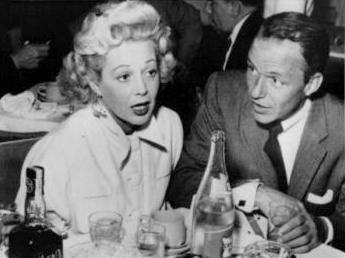
Robin Raymond y Frank Sinatra en 1955

- For Love or Money (1939) - Sirvienta
- Johnny Eager (1941) - Matilda
- Ship Ahoy (1942) - Chica del cigarrilo (Sin acreditar)
- Moontide (1942) - Mildred
- The Tuttles of Tahiti (1942) - Maitu (Sin acreditar)
- Sunday Punch (1942) - Vicky (Sin acreditar)
- Tortilla Flat (1942) - Mujer (Sin acreditar)
- The Affairs of Martha (1942) - Juanita (Sin acreditar)
- Calling Dr. Gillespie (1942) - Bubbles
- Secrets of the Underground (1942) - Marianne Panois
- Arabian Nights (1942) - Esclava
- Slightly Dangerous (1943) - Chica (Sin acreditar)
- Girls in Chains (1943) - Rita Randall
- Let's Face It (1943) - Mimi (Sin acreditar)
- Hi'ya, Sailor (1943) - Margie (Sin acreditar)
- His Butler's Sister (1943) - Gemela solar
- Standing Room Only (1944) - Trabajadora de la cadena de montaje (sin acreditar)
- Ladies of Washington (1944) - Vicky O'Reilly
- Ghost Catchers (1944) - Miss Ware (Sin acreditar)
- Are These Our Parents? (1944) - Mona Larson
- Sweet and Low-Down (1944) - Rubia (Sin acreditar)
- Rogues' Gallery (1944) - Patsy Clark
- The Clock (1945) - Asistente de sala de control (Sin acreditar)
- Men in Her Diary (1945) - Stella
- Tars and Spars (1946) - Mujer de estudio de grabación (sin acreditar)
- A Letter for Evie (1946) - Eloise Edgewaters
- Talk About a Lady (1946) - 'Peaches' Barkeley
- The Man I Love (1946) - Lee (Sin acreditar)
- Johnny O'Clock (1947) - Chica de la escoba (sin acreditar)
- A Likely Story (1947) - Chica del billete
- The Web (1947) - Periodista
- The Prince of Thieves (1948) - Maude (Sin acreditar)
- French Leave (1948) - Simone
- Mighty Joe Young (1949) - Bailarina de club nocturno (Sin acreditar)
- Wabash Avenue (1950) - Jennie
- Valentino (1951) - Camarera rubia (Sin acreditar)
- The Sniper (1952) - Mujer atropellada en una concesión de carnaval (Sin acreditar)
- The Glass Wall (1953) - Tanya aka Bella Zakoyla
- There's No Business Like Show Business (1954) - Lillian Sawyer
- Young at Heart (1954) - Restaurant Patron (Sin acreditar)
- Beyond a Reasonable Doubt (1956) - Terry Larue
- Jailhouse Rock (1957) - Dotty (Sin acreditar)
- High School Confidential (1958) - Kitty
- Wild in the Country (1961) - Flossie
- Twilight of Honor (1963) - Tess Braden
- The Candidate (1964) - Attorney Rogers
- Young Dillinger (1965)
- Pendulum (1969) - Myra
- Psychic Killer (1975) - Jury Foreman
- The Black Marble (1980) - Millie